# 杜运燮
杜运燮（1915年—2002年7月19日），福建省古田人，生于马来西亚，于20世纪30年代回国。中国现代诗人，“九叶诗派”成员之一。作品有诗集《诗四十首》《南音集》《晚稻集》《杜运燮六十年诗选》，诗文合集《海城路上的求索》等。

## 生平
杜运燮1945年毕业于西南联合大学，1951年起在北京新华社国际部工作。他的诗作《秋》因为“朦胧”曾被诗评质疑，之后“朦胧”一词逐渐演变成诗歌史上的专用名词。

## 主要作品
- 《诗四十首》（1946）
- 《晚稻集》（1988）
- 《你是我爱的第一个》（1993）